# سراغة ليتارديير
سَراغَة ليتارديير (باللاتينية: Crepis litardierei) نوع نباتي يتبع جنس السراغة من الفصيلة النجمية. سميت على اسم عالم النبات رينيه فيرييه دو ليتارديير (1888-1957) (بالفرنسية: René Verriet de Litardière)‏ الذي درس نباتات المغرب العربي خلال أوائل القرن العشرين.

## الموئل والانتشار
موطنها المغرب العربي.